# Tolseboda naturreservat
Tolseboda är ett naturreservat i Ronneby kommun i Blekinge län.
Området fridlystes som naturminne 1961 men ändrades till naturreservat och utökades 2004. Tolseboda naturreservat omfattar nu 14 hektar och består bland annat av en bäckdal med gammal bokskog. Det är beläget norr om Kallinge.
Inom den östra delen av reservatet finns torrare skogar och hällmarker samt mindre sumpskogar och kärr. Vidare finns där naturvärden som är knutna till ek och bok. Många arter av skalbaggar har funnits och där finns många sällsynta lavar och svampar.
Naturreservatet ingår i EU:s ekologiska nätverk, Natura 2000.